# 國府咲月
國府 咲月（こくぶ さつき、8月10日 - ）は、日本の声優。ステイラック所属。宮崎県出身。

## 略歴
2016年にステイラック附属声優・俳優養成所の「Follow-Up」に入所し、2019年よりステイラックに所属。

## 人物
特技としてピアノを挙げている。

## 出演
太字はメインキャラクター。

### テレビアニメ
2021年
- 擾乱 THE PRINCESS OF SNOW AND BLOOD（婦人A）

2022年
- キングダム（2022年 - 2024年、女官、侍女、宮女、女の人） - 2シリーズ
- 異世界薬局（親戚A、侍女B、弟子2、弟子A）
- カッコウの許嫁（主婦B）
- Do It Yourself!! -どぅー・いっと・ゆあせるふ-（女子生徒A）
- チェンソーマン（女性課員）

2023年
- 不滅のあなたへ（養母）
- 転生王女と天才令嬢の魔法革命（中年女）
- 彼女が公爵邸に行った理由（マリー・ウェイン）
- 僕の心のヤバイやつ（高野）
- AIの遺電子（詐欺師C）
- Lv1魔王とワンルーム勇者（飛空艇アナウンス、饅頭屋のおばちゃん）
- 幻日のヨハネ -SUNSHINE in the MIRROR-
- 自動販売機に生まれ変わった俺は迷宮を彷徨う（2023年 - 2025年、孤児院の園長、ホクシー） - 2シリーズ
- 柚木さんちの四兄弟。（二階堂悠真、おばさん）
- 盾の勇者の成り上がり（2023年 - 2025年、ラトティル、樹の母） - 2シリーズ
- アンダーニンジャ（女子生徒2）
- 葬送のフリーレン（2023年 - 2024年、戦士ゴリラ〈幼少期〉）

2024年
- 七つの大罪 黙示録の四騎士
- 神は遊戯に飢えている。（使徒）
- BEYBLADE X（患者）
- トリリオンゲーム（ガクの同級生）
- 鴨乃橋ロンの禁断推理（通行人）
- ぷにるはかわいいスライム（2024年 - 2025年、チャンバラマスター、キャスター） - 2シリーズ
- 星降る王国のニナ（侍女1、幼いセト）
- ネガポジアングラー（子供）
- 青のミブロ（寿太郎〈幼少期〉）
- チ。-地球の運動について-（子供）

2025年
- アオのハコ
- わたしの幸せな結婚（ミツ）
- 異修羅（魔王軍）
- 鬼人幻燈抄（ちとせ母、アナウンス）
- 黒執事 -緑の魔女編-（村人）

### 劇場アニメ
- 劇場版 オーバーロード 聖王国編（2024年、頭冠の悪魔）

### ゲーム
- オランピアソワレ（2020年[23]）
- エコーズオブパンドラ（2020年、チャーチルⅦ、装甲擲弾兵、ヴィルベルヴィント）
- 幻想喫茶アンシャンテ（2020年）
- Horizon Forbidden West（2022年、キタッカ）
- タワーオブスカイ（2023年、スクアレーナ[24]）
- 18TRIP（2024年）

### 吹き替え

#### 映画
2019年
- シンガポール・ソーシャル（タビサ）

2020年
- スコルピオン テロリスト制圧指令（ラノ）
- デイナの恐竜図鑑（サーラ・ジェイン〈サーラ・チャウドリー〉）※長編映画配信版

2021年
- ディヴァイン・フューリー/使者（スジン〈パク・ジヒョン〉）
- フリー・ガイ
- ヒーズ・オール・ザット
- ナイトティース（ゾーイ）
- ドント・ルック・アップ

2022年
- アフターパーティー
- 雨とあなたの物語
- 陰謀の街 ワンダー（看護師）
- JOLT/ジョルト（ネヴィン〈ラバーン・コックス〉）
- ナイトメア・アリー（モリー〈ルーニー・マーラ〉）
- サンゲリア BD版（アリス）
- 私は世界一幸運よ

2023年
- ザ・フラッシュ（生徒女2）
- 炎のデス・ポリス（ヴァレリー〈アレクシス・ラウダー〉）

2024年
- 恋するプリテンダー（クローディア〈アレクサンドラ・シップ〉）

2025年
- ミッキー17（ジェニファー・チルトン〈エレン・ロバートソン〉）

#### ドラマ
2020年
- ベビー・シッターズ・クラブ（2020年 - 2021年、キミコ 他）
- ビビ&ティナ〜魔法におまかせ!～（キム・ウィンウィン、ファンキー・フレーリッヒ）

2021年
- Lupin/ルパン（シルセ）
- ムーブ・トゥ・ヘブン: 私は遺品整理士です
- クリックベイト（ジェン、タラ）
- ヒール: レスラーズ
- カウボーイビバップ
- Titans/タイタンズ

2022年
- 未成年裁判（チュ・ヨンシル）
- WeCrashed〜スタートアップ狂騒曲〜（エスター）
- シャイニング・ガール
- アンナラスマナラ -魔法の旋律-

2023年
- ジャック・リーチャー -正義のアウトロー- シーズン2（カーラ・ディクソン〈セリンダ・スワン〉）
- ロックウッド除霊探偵局

2024年
- ウォーキング・デッド: ダリル・ディクソン（シルヴィ〈ライカ・ブラン＝フランカール〉）
- 焦がれ（ディアナ〈ペネロペ・ラッジ〉）
- グランパは新米スパイ（エミリー〈メアリー・エリザベス・エリス〉）

2025年
- パルス（キャス〈ジェシカ・ローテ〉）

#### アニメ
2020年
- Sherwood（ロビン）

2021年
- RWBY（メイ・マリーゴールド）

2022年
- アダムス・ファミリー2 アメリカ横断旅行!
- カルマのラップ・ワールド
- スクルージ:クリスマス・キャロル
- モンスターズ・リーグ

2024年
- シークレット・レベル #13（スレイディ）

### ボイスオーバー
- 野生動物を救え!（2020年 - 2021年、エミリー[37]）

### デジタルコミック
- MASKMEN「シャーリー｣ （おばあちゃん）
- 恋人ですけん!〜大型犬は手が早い（かずえのおばあちゃん 他）
- 親愛なるオメガへ（2023年、旭、使用人女性2）[38]
- 愛するあなたと恋するきみが（2023年、夏目ヒナタ）[39]
- 双影双書（2023年、冠星）[40]

### その他
- オーディオブック「屍人荘の殺人」（高木凛）
- ボイスドラマ「青山オペレッタ」（鷹雄の母、幼少鷹雄）

### シリーズ一覧
1. ↑  第4シリーズ（2022年）、第5シリーズ（2024年）
2. ↑  1st season（2023年）、2nd season（2025年）
3. ↑  Season 3（2023年）、Season 4（2025年）
4. ↑  第1期（2024年）、第2期（2025年）